# Règlement sur les services numériques
Lire en ligne

Règlement 2022/2065

Le règlement sur les services numériques, aussi appelé législation sur les services numériques (en anglais : Digital Services Act, DSA), est un règlement proposé par la Commission européenne et visant à lutter contre la propagation de contenu illicite en ligne, adopté le 19 octobre 2022. C’est une proposition sœur de la législation sur les marchés numériques (Digital Markets Act, DMA).
Le règlement s'applique aux « très grandes plateformes » du numérique dès le 25 août 2023 puis à tous les acteurs du numérique à partir du 17 février 2024.

## Histoire
La législation sur les services numériques a été proposée par la Commission européenne en décembre 2020, en même temps que la législation sur les marchés numériques. Toutes deux ont été élaborées par Margrethe Vestager, vice-présidente de la Commission européenne chargée de promouvoir une Europe adaptée à l’âge numérique et par Thierry Breton, commissaire européen chargé du Marché intérieur, deux membres de la commission von der Leyen.
Elle est adoptée par la neuvième législature du Parlement européen et le Conseil européen le 19 octobre 2022. Certains articles sont applicables à partir du 16 novembre 2022. Les « très grandes plateformes » en ligne et moteurs de recherche comme Facebook, Wikipédia ou Google Search sont invités à le suivre dès le 25 août 2023. Puis, à partir du 17 février 2024, elle s'applique à tous les acteurs du numérique.

## Objectifs
Son objectif est de mettre à jour le cadre juridique de l'Union européenne, notamment en modernisant la directive sur le commerce électronique adoptée en 2000 transposée en droit français sous le vocable loi pour la confiance dans l'économie numérique, un texte qui permettait de réguler l’intelligence artificielle, la monnaie et les plateformes numériques afin de permettre à des acteurs d'innover et de se développer et de permettre une meilleure sécurité des internautes.
Le règlement sur les services numériques se décrit comme « établissant des règles harmonisées pour un environnement en ligne sûr, prévisible et fiable qui facilite l’innovation et dans lequel les droits fondamentaux consacrés par la Charte, y compris le principe de protection des consommateurs, sont efficacement protégés ».
En juin 2020, la Commission européenne lance une consultation publique sur le paquet, ouverte jusqu'au 8 septembre 2020,.
En tant que candidate à la présidence de la Commission européenne, Ursula von der Leyen propose dans ses orientations politiques pour la prochaine Commission européenne une « nouvelle loi sur les services numériques ».
La législation sur les services numériques et la législation sur les marchés numériques sont les deux volets de réglementations de l’espace numérique européen. Leur analyse croisée apporte un éclairage pertinent sur la stratégie de la Commission.
Selon Thierry Breton, commissaire européen au marché intérieur, « dans bien des cas, l’espace numérique est une zone de non-droit. Il s’agit pour l’Europe de reprendre la main sur les plateformes structurantes […] Le fil conducteur du DSA est simple : ce qui est autorisé offline doit l’être online, ce qui est interdit offline doit l’être online. Que l’on parle de contrefaçon, d’antisémitisme, de pédopornographie, de menaces de mort ou de vente de drogues, tous les contenus illégaux doivent être retirés. Les contenus haineux, l’amplification de la violence verbale et physique, la désinformation doivent être identifiés comme tels et traités en conséquence. Tout ce qui est interdit dans l'espace public sera aussi interdit dans l’espace online,. »

## Nouvelles obligations pour les sociétés de réseaux sociaux et de plateformes numériques
La législation sur les services numériques veut améliorer la modération sur les réseaux sociaux pour tout ce qui touche à la violence. Si la législation sur les services numériques, comme dans la législation précédente, maintient que les sociétés qui hébergent des données de tiers ne sont pas responsables de leur contenu à moins qu’elles sachent qu’il est illégal, le nouveau texte introduit de nouvelles obligations visant à obliger l'hébergeur à retirer un contenu déclaré comme illégal. Le nouveau texte permet également aux régulateurs de vérifier la façon dont fonctionnent les algorithmes, dont les décisions de retrait de contenus sont prises et dont les publicitaires ciblent les usagers. La plupart de ces mesures s’appliquent seulement aux plateformes qui ont plus de 45 millions d’usagers dans l’Union européenne. Parmi ces plateformes figurent : Facebook, YouTube, X/Twitter et TikTok.
Les sociétés qui ne respecteraient pas ces obligations risquent une amende pouvant aller jusqu’à 6 % de leur chiffre d’affaires annuel.
Le 25 avril 2022, un accord provisoire est conclu entre le Conseil et le Parlement européen incorporant des nouvelles règles, dont notamment les plateformes et moteurs de recherche ayant plus de 45 millions d’utilisateurs actifs par mois dans l’Union européenne. En dessous du seuil, les micro et petites entreprises « seront exemptées de certaines nouvelles obligations » prévient le Conseil. Elle doit être approuvée par le Comité des représentants permanents, pour entrer en vigueur vingt jours après sa publication au Journal officiel de l'Union européenne.
Le règlement est adopté le 19 octobre 2022 et est publié au Journal officiel de l'Union européenne le 27 octobre 2022. Les entreprises ont l'obligation de publier chaque semestre leur nombre d'utilisateurs à partir du 17 février 2023, la législation entrant pleinement en vigueur le 25 août 2023.

## Désignation des très grandes plateformes en ligne
En application de l'article 24 (2) du règlement, les fournisseurs publient pour chaque plateforme en ligne ou chaque moteur de recherche en ligne, sur une page accessible au public, des informations relatives à la moyenne mensuelle des destinataires actifs du service dans l’Union, calculée sous forme de moyenne au cours des six derniers mois. La première publication était attendue pour le 17 février 2023 et doit se faire tous les six mois.
Les fournisseurs de plateformes en ligne ou de moteurs de recherche en ligne sont tenus de communiquer ces informations au coordinateur pour les services numériques de l’État membre de leur établissement et à la Commission européenne.
Après la publication des premiers éléments chiffrés, la Commission européenne par la voie de son porte-parole a critiqué le fait que certaines plateformes ne communiquaient pas un chiffre spécifique mais indiquaient exclusivement se situer ou non sous le seuil de 45 millions de bénéficiaires.
Sur la base des informations fournies, la Commission adopte ensuite une décision désignant comme une très grande plateforme en ligne ou un très grand moteur de recherche en ligne au sens du règlement la plateforme en ligne ou le moteur de recherche en ligne dont le nombre mensuel moyen de destinataires actifs du service est égal ou supérieur à 45 millions.

### Auto-déclaration des plateformes et moteur de recherche en ligne
En application de l'article 24(2) les plateformes en ligne et les moteurs de recherche en ligne ont publié les informations suivantes (en gras, les plateformes et moteurs qui ont déclaré plus de 45 millions de bénéficiaires) : 
| Nom de la plateforme              | Nombre de bénéficiaires déclarés au 17 février 2023                            |
| --------------------------------- | ------------------------------------------------------------------------------ |
| 2ememain.be                       | 1 102 298                                                                      |
| Adobe Behance                     | 1 519 495                                                                      |
| Adobe Creative Cloud Express      | 394 352                                                                        |
| Adobe Lightroom                   | 9 754 016                                                                      |
| Adobe Photoshop Express           | 150 864                                                                        |
| Adobe Stock                       | 1 067 771                                                                      |
| Apple iOS app store               | supérieur à 45 millions                                                        |
| Apple iPadOS app store            | inférieur à 45 millions                                                        |
| Apple macOS app store             | inférieur à 45 millions                                                        |
| Apple tvOS app store              | inférieur à 45 millions                                                        |
| Apple watchOS app store           | inférieur à 45 millions                                                        |
| Apple Book e-books                | inférieur à 45 millions                                                        |
| Apple Podcasts paid subscriptions | inférieur à 45 millions                                                        |
| Airbnb                            | 30,6 millions                                                                  |
| AliExpress                        | supérieur à 45 millions (sauf à n'inclure que les utilisateurs connectés)      |
| Amazon                            | supérieur à 45 millions                                                        |
| Autovit.ro                        | 1 506 573                                                                      |
| Backmarket                        | inférieur à 45 millions                                                        |
| Bereal                            | 18 millions                                                                    |
| Bing                              | 107 millions                                                                   |
| Booking                           | supérieur à 45 millions"                                                       |
| Cdiscount                         | 19,1 millions                                                                  |
| Chrome Web Store                  | 23 200 000                                                                     |
| Dailymotion                       | inférieur à 45 millions                                                        |
| Deezer                            | inférieur à 45 millions                                                        |
| Depop                             | inférieur à 45 millions                                                        |
| Doctolib                          | inférieur à 45 millions                                                        |
| Discogs                           | inférieur à 45 millions                                                        |
| Discord                           | inférieur à 45 millions                                                        |
| DuckDuckGo                        | 11 millions                                                                    |
| eBay                              | inférieur à 45 millions                                                        |
| Epic Games                        | 21,3 millions                                                                  |
| Facebook                          | 255 millions                                                                   |
| Expedia                           | inférieur à 45 millions                                                        |
| FitBit Developer platform         | 500 000 bénéficiaires connectés < 100 000 bénéficiaires non connectés          |
| Fixly                             | 488 647                                                                        |
| Flipdish                          | 1 million                                                                      |
| Fortnite                          | 16,3 millions                                                                  |
| Free Now                          | inférieur à 45 millions                                                        |
| Gameloop                          | entre 850 000 et 1 050 000                                                     |
| Github                            | 10 à 11 millions                                                               |
| Glassdoor                         | 6 057 816                                                                      |
| GoDaddy                           | 6 917 265                                                                      |
| GoFundMe                          | inférieur à 45 millions                                                        |
| Google Flight                     | 9 600 000 bénéficiaires connectés 2 500 000 bénéficiaires non connectés        |
| Google Hotels                     | 30 600 000 bénéficiaires connectés 8 300 000 bénéficiaires non connectés       |
| Google Maps                       | 278 600 000 bénéficiaires connectés 211 100 000 bénéficiaires non connectés    |
| Google Play                       | 274 600 000 bénéficiaires connectés 39 000 000 bénéficiaires non connectés     |
| Google Search                     | 332 000 000 bénéficiaires connectés > 500 000 000 bénéficiaires non connectés  |
| Google Shopping                   | 74 900 000 bénéficiaires connectés 37 100 000 bénéficiaires non connectés      |
| Google Things to Do               | 3 600 000 bénéficiaires connectés 900 000 bénéficiaires non connectés          |
| Google Vacation Rentals           | 1 700 000 bénéficiaires connectés 500 000 bénéficiaires non connectés          |
| Grindr                            | inférieur à 45 millions                                                        |
| Immoweb                           | inférieur à 45 millions                                                        |
| Instagram                         | 250 millions                                                                   |
| Kaggle                            | 100 000 bénéficiaires connectés 500 000 bénéficiaires non connectés            |
| L'argus                           | 3 336 000                                                                      |
| Ladenzeile                        | inférieur à 45 millions                                                        |
| LeBonCoin                         | 26 616 000                                                                     |
| Lego Ideas                        | 812 470                                                                        |
| LinkedIn                          | 41 861 416 bénéficiaires connectés 122 054 946 bénéficiaires non connectés     |
| Locasun                           | 446 000                                                                        |
| Meetic                            | inférieur à 45 millions                                                        |
| Meilleurs Agents                  | inférieur à 45 millions                                                        |
| Microsoft Apps Website Store      | inférieur à 45 millions                                                        |
| Microsoft Console Store           | inférieur à 45 millions                                                        |
| Microsoft PC App Store            | inférieur à 45 millions                                                        |
| Microsoft PC Games Store          | inférieur à 45 millions                                                        |
| Microsoft Xbox Website Store      | inférieur à 45 millions                                                        |
| Okcupid                           | inférieur à 45 millions                                                        |
| Onlyfans                          | inférieur à 45 millions                                                        |
| Otodom                            | 3 703 132                                                                      |
| Otto                              | 37 600 590                                                                     |
| Pinterest                         | supérieur à 45 millions                                                        |
| Pornhub                           | 33 millions                                                                    |
| Prix.net                          | inférieur à 45 millions                                                        |
| Pubg mobile                       | 4 millions                                                                     |
| Quora                             | 36,4 millions                                                                  |
| Rakuten                           | inférieur à 45 millions                                                        |
| Reddit                            | 10,2 millions                                                                  |
| Roblox                            | 25,2 millions                                                                  |
| Se Loger                          | inférieur à 45 millions                                                        |
| Seznam                            | 16 millions                                                                    |
| Shopify                           | inférieur à 45 millions                                                        |
| Showroomprivé                     | inférieur à 45 millions                                                        |
| Skyscanner                        | 33 999 923                                                                     |
| Snap                              | 96,8 millions                                                                  |
| Spotify                           | inférieur à 45 millions                                                        |
| StackOverFlow                     | 109 058                                                                        |
| Stack Echange                     | 30 267                                                                         |
| Taskrabbit                        | inférieur à 45 millions                                                        |
| Telegram                          | 38,5 millions                                                                  |
| Tenor                             | < 100 000 bénéficiaires connectés 4 700 000 bénéficiaires non connectés        |
| Ticketmaster                      | 30 236 875                                                                     |
| TicketSwap                        | inférieur à 45 millions                                                        |
| TikTok                            | 150 millions dans 32 pays européens 125 millions au sein de l'Union européenne |
| Tinder                            | inférieur à 45 millions                                                        |
| TheFork                           | inférieur à 45 millions                                                        |
| Tripadvisor                       | inférieur à 45 millions                                                        |
| Twitter                           | 100,9 millions                                                                 |
| Uber                              | inférieur à 45 millions                                                        |
| Viber                             | inférieur à 45 millions                                                        |
| Vinted                            | 37,4 millions                                                                  |
| Vsco                              | 4 002 693                                                                      |
| Wattpad                           | inférieur à 7 millions                                                         |
| Waze                              | 40 200 000                                                                     |
| Wikibooks                         | 6 919 000                                                                      |
| Wikidata                          | 1 056 000                                                                      |
| Wikimedia Commons                 | 2 845 000                                                                      |
| Wikinews                          | 6 283 000                                                                      |
| Wikipedia                         | 151 556 000                                                                    |
| Wikiquote                         | 6 811 000                                                                      |
| Wikisource                        | 7 106 000                                                                      |
| Wikispecies                       | 29 000                                                                         |
| Wikiversity                       | 6 360 000                                                                      |
| Wikivoyage                        | 616 000                                                                        |
| Wiktionary                        | 8 955 000                                                                      |
| Wix                               | 1,3 million                                                                    |
| Wolt                              | inférieur à 10 millions                                                        |
| Youporn                           | 7,3 millions                                                                   |
| YouTube                           | 401 700 000 bénéficiaires connectés >500 000 000 bénéficiaires non connectés   |
| Zalando                           | 30,836 millions (83,341 millions for retail service and platform service)      |

### Article 21 du Digital Services Act
L’article 21 du Digital Services Act (Règlement (UE) 2022/2065) établit un cadre permettant aux utilisateurs des plateformes en ligne de résoudre leurs litiges via des organismes certifiés de règlement extrajudiciaire des litiges (REL). Cette disposition vise à offrir une alternative accessible aux procédures judiciaires pour des questions telles que la suppression de contenu, la suspension de compte ou les restrictions imposées par les plateformes.
Le Digital Services Act (DSA), adopté en 2022, s’inscrit dans l’effort de l’Union européenne pour moderniser la régulation des services numériques. L’article 21 s’insère dans le Chapitre III du règlement, qui porte sur les obligations des plateformes et la protection des utilisateurs.
En vertu de l’article 21, les fournisseurs de services intermédiaires, notamment les très grandes plateformes en ligne (VLOPs) et les très grands moteurs de recherche en ligne (VLOSEs), doivent informer les utilisateurs de leur droit de soumettre des litiges à des organismes de règlement extrajudiciaire des litiges (REL) certifiés. Ce mécanisme vient compléter l’article 20, qui encadre les procédures internes de traitement des réclamations sur les plateformes.
La certification et la supervision des organismes de REL relèvent de la compétence des coordinateurs nationaux pour les services numériques, désignés par chaque État membre de l’UE. Ces organismes doivent répondre à des critères définis dans le règlement, notamment l’indépendance, l’impartialité, la transparence, l’accessibilité et une expertise pertinente en matière de litiges en ligne.
Les utilisateurs peuvent saisir un organisme de REL sans devoir engager d’abord une action en justice. Bien que la participation des plateformes soit volontaire, une coopération de bonne foi est attendue. Les organismes de REL émettent des recommandations qui, bien qu’elles ne soient pas juridiquement contraignantes, doivent être reconnues par les plateformes.
Ce dispositif vise à renforcer la protection des droits des utilisateurs tout en favorisant la responsabilisation des plateformes numériques dans l’écosystème européen.

## Organismes de règlement extrajudiciaire des litiges certifiés
L'article 21 du Règlement sur les services numériques permet aux utilisateurs de résoudre des litiges avec des plateformes en ligne par le biais d'organismes de règlement extrajudiciaire des litiges (ODS) certifiés. Ces entités doivent respecter des normes d'impartialité, d'indépendance et de transparence, et sont désignées par les coordinateurs nationaux des services numériques dans les États membres de l'UE.
En date de mai 2025, les organismes ODS suivants ont été certifiés :
- Alternative Dispute Resolution of Information Technologies (ADROIT)[106] – Union européenne (à l'échelle de l'UE)
- User Rights GmbH[107] – Allemagne
- Online Platform Vitarendező Tanács[108] – Hongrie
- Appeals Centre Europe (ACE)[109] – Union européenne (à l'échelle de l'UE)
- RTR-GmbH, Fachbereich Medien[110] – Autriche
- ADR Center[111] – Union européenne (à l'échelle de l'UE)

La Commission européenne tient à jour une liste complète et actualisée des organismes ODS certifiés.

## Limites du règlement

### Apple
Avec l'application du DMA, Apple va se voir obligé de se conformer à ce règlement en Europe pour son magasin d'application. Celui-ci permet à Apple de fonctionner en vase clos sur ses appareils, seules les applications validées par Apple sont présentes (moyennant paiement d'une commission de 30%). Avec le DMA, Apple devra ouvrir ses iPhone à des magasins d'application tiers. La réponse d'Apple, au nom de la sécurité de ses appareils, est de valider préalablement les magasins d'applications qui seront acceptés sur ses iPhones. De la même manière, Apple va valider chaque application des magasins tiers individuellement.
Par ailleurs Apple va mettre en place une barrière financière : tout développeur d'application voulant passer par un magasin d'applications externes devra produire une lettre de crédit d'un million d'euros, d'un établissement financier de premier plan. De plus une taxe de 0,50€ par téléchargement d'une application sera appliquée par Apple pour tout premier nouveau téléchargement sur un magasin d'application tiers, ce qui va défavoriser les applications gratuites au grand nombre de téléchargements.
Pour l'utilisateur d'un iPhone, celui-ci devra valider le fait de passer par un magasin d'applications tiers, puis valider manuellement le téléchargement d'une application étrangère à l'App Store. L'installation en plusieurs étapes d'une application, avec éventuellement un message d'alerte sur le risque de sécurité d'utiliser un magasin tiers risque à l'usage de décourager une bonne partie des utilisateurs. Par cette mise en œuvre du DMA, Apple cherche à tester les limites de la nouvelle régulation.

## Investigations
Le 18 décembre 2023, la Commission européenne ouvre une procédure formelle d’infraction visant le média social X, mieux connu sous le nom de Twitter, pour investiguer sur la possibilité de manquements de modération de contenu et de transparence attendus par le règlement sur les services numériques.
Le 19 février 2024, une procédure est ouverte contre TikTok afin d'assurer que ce réseau social respecte le règlement, en particulier la protection des mineurs, la transparence de la publicité, l’ouverture des données à la recherche, et les risques liés à la conception addictive  et aux contenus dangereux. Cela fait suite à une enquête de l'ONG AI Forensics, avec les ONG Amnesty International et l’Algorithmic Transparency Institute, qui avait alerté sur l'impact de la page « Pour vous » sur la santé mentale des enfants et jeunes adultes, et expose ceux qui ont des problèmes de santé mentale à des risques importants allant jusqu'au suicide.
Le 27 mai 2025, une enquête est ouverte par la Commission européenne à l'encontre de 4 sites web pornographiques, Pornhub, Stripchat, XNXX et XVideos, pour ne pas avoir mis en place de moyen approprié pour s'assurer que les personnes qui les visitent sont majeures. Ils encourent une amende d'un montant allant jusqu'à 6 % de leur chiffre d'affaires mondial, et dans le cas de récidive une interdiction en Union européenne. 

## Notion d'harmonisation
En octobre 2023, Thierry Breton envoie un courrier à la ministre française de l'Europe et des affaires étrangères Catherine Colonna où il s'inquiète de l'impact des lois influenceurs de juin 2023 et celle sur la  majorité numérique à 15 ans et la lutte contre la haine en ligne de juillet 2023, qui empêcheraient d'appliquer le règlement, violeraient le principe du pays d'origine, et sans attendre le délai d'examen de 3 mois par la Commission européenne et les pays européens. Il demande donc leur abrogation.
En 2025, la portée du règlement semble également questionnée par les prises de position politiques d'un dirigeant de très grande plateforme numérique non-européenne. Cela pose notamment la question de savoir si ce qui est interdit par le droit national est également interdit par le droit européen.